# ویلبر فیتزجرالد
ویلبور فیتزجرالد (به انگلیسی: Wilbur Fitzgerald) یک بازیگر آمریکایی است که از فیلم‌های معروف او می‌توان به بازی در فیلم عمل بد اشاره کرد.

## فیلم ها
- گوینده ۲: افسانه ادامه دارد
- عطش مبارزه: اشتعال
- بنیان گذار
- افسانه بگر ونس
- شرق
- عمل بد
- وقتی حامله هستی باید منتظر چه چیزی باشی
- مورد عجیب بنجامین باتن
- انتخاب
- سالی
- پلیس آهنی ۳
- فرار از زندان
- هارولد و کومار فرار از خلیج گوانتانامو
- گره شیطان
- ۱۱٫۲۲٫۶۳
- حلقه آتش
- سلول
- ما مارشال هستیم
- پرنده‌های زرد
- سوار بر بال و دعا